# 大末建設
大末建設株式会社（だいすえけんせつ、(英: DAISUE CONSTRUCTION CO., LTD.)は、大阪市中央区に本社を置く建設会社でゼネコン。東証プライム上場。みどり会の会員企業であり三和グループに属している。

## 概要
山本末男が創業した建設会社である。
アドベンチャーワールドの建設を請け負った。なお、山本末男はアドベンチャーワールド開業後1年半ほどの1979年（昭和54年）で経営を引き継いでいる。
大阪府のPFI事業である大阪府警察金岡単身寮整備等事業の構成員として参加しており、金岡単身寮PFI株式会社に出資し、持分法非適用関連会社としている。

## 沿革
- 1937年（昭和12年）3月 - 山本末男が大阪府南河内郡丹南村（現・大阪府松原市）にて個人経営の山本工務店を創立。
- 1947年（昭和22年）3月20日 - 株式会社大末組を設立（資本金19万5千円）。
- 1955年（昭和30年）7月 - 建設業法により建設大臣（チ）第4432号を登録。
- 1961年（昭和36年）10月 - 大阪証券取引所市場第2部に上場
- 1963年（昭和38年）4月 - 本店を大阪市南区（現・大阪市中央区）に移転。
- 1963年（昭和38年）7月 - 東京証券取引所市場第2部に上場。
- 1966年（昭和41年）9月 - 宅地建物取引業法により建設大臣免許（1）第139号を取得。
- 1967年（昭和42年）5月 - 東京・大阪証券取引所市場第1部に上場。
- 1970年（昭和45年）3月 - 大末建設株式会社に商号変更。
- 1974年（昭和49年）1月 - 建設業法改正により、建設大臣許可（特－48）第2700号の許可を受ける。
- 1986年（昭和61年）1月 - 大阪本店を大阪総本店に、東京支店を東京本店に改称。
- 1991年（平成3年）9月 - 本社、建築本店ならびに土木本店を大阪市福島区に移転。
- 1997年（平成9年）9月 - 宅地建物取引業法改正により建設大臣免許（11）第139号を取得。
- 1999年（平成11年）5月 - 本社、大阪本店（1998年に大阪総本店を改称）を大阪市中央区南船場に移転。
- 2000年（平成12年）4月 - リフォーム事業を推進するため大末パートナーズ株式会社を設立。
- 2005年（平成17年）
  - 6月 - 大末パートナーズの商号をアメニティサポート株式会社に変更。
  - 9月 - 大末サービス株式会社がテクノワークス株式会社（現・連結子会社）の全株式を取得。
- 2008年（平成20年）2月 - 大末サービス株式会社からテクノワークス株式会社の全株式を取得。
- 2009年（平成21年）
  - 4月 - アメニティサポートの商号をDAIMアメニティ株式会社に変更。
  - 9月 - 本社、大阪店を大阪市中央区久太郎町2丁目5番28号に移転。
- 2012年（平成24年）4月 - テクノワークスがDAIMアメニティ株式会社を吸収合併。
- 2017年（平成29年）7月 - テクノワークスが、大末サービス株式会社と安積エンジニアリング株式会社を吸収合併し、大末テクノサービス株式会社に商号変更。
- 2018年（平成30年）5月 - 大東建託との提携関係を解消し、新たにミサワホームと資本業務提携[6][7]。

## 主な施工
- 大阪市西成消防署
- ザ・ライオンズ池田
- 藤和上池袋1丁目
- こでまり保育園
- 柏原市立柏原病院
- 大阪府立南大阪高等職業技術専門校
- 九州新幹線、球磨川B他
- 阪南市立鳥取中学校
- 社会福祉法人東光学園シロアム館
- 守口市立樟風中学校
- 南紀白浜ワールドサファリ（現・アドベンチャーワールド）
- 三菱UFJ銀行大阪ビル（大阪市中央区、2018年竣工、大林組等とのJV）
- 日本生命淀屋橋ビル（大阪市中央区、2022年竣工、大林組等とのJV）[8]

など